# کاترین زیتا جونز
کاترین زیتا جونز (انگلیسی: Catherine Zeta-Jones؛ زادهٔ ۲۵ سپتامبر ۱۹۶۹) بازیگر اهل ولز است. او دریافت‌کنندهٔ افتخارات مختلفی از قبیل یک جایزهٔ اسکار، یک جایزهٔ فیلم بفتا و یک جایزهٔ تونی بوده است. او در سال ۲۰۱۰ به دلیل فعالیت‌های سینمایی و بشردوستانه‌اش به مقام فرماندهٔ والا مقام امپراتوری بریتانیا (CBE) منصوب شد.
زیتا جونز از سنین پایین به بازیگری علاقه نشان داد. او در کودکی در تولیدات وست اند از موزیکال‌های آنی و باگزی مالون به روی صحنه رفت. او تئاتر موزیکال را در مدارس آموزشی هنر لندن فرا گرفت و نقش برجستهٔ او بر روی صحنه با نمایش خیابان ۴۲ در سال ۱۹۸۷ رقم خورد. اولین فعالیت او بر روی پردهٔ سینما مربوط به بازی در فیلم ناموفق فرانسوی-ایتالیایی ۱۰۰۱ شب (۱۹۹۰) بود و با بازی در مجموعهٔ تلویزیونی بریتانیایی جوانه‌های دوست‌داشتنی می (۱۹۹۱–۱۹۹۳) موفقیت بیشتری را کسب کرد. او از سبک بازیگری خود که معمولاً نقش دختران زیبا را ایفا می‌کرد دلزده شده بود و به لس آنجلس رفت. او با بازی در نقش‌هایی که بر جذابیت جنسی او تأکید داشت، مانند فیلم اکشن نقاب زورو (۱۹۹۸) و فیلم دزدی تله‌گذاری (۱۹۹۹)، خودش را در هالیوود مطرح کرد.
زیتا جونز برای بازی در نقش زن باردار انتقام‌جو در قاچاق (۲۰۰۰) و خواننده‌ای قاتل در موزیکال شیکاگو (۲۰۰۲) مورد تحسین منتقدان قرار گرفت و برای فیلم دوم برندهٔ جایزهٔ اسکار بهترین بازیگر نقش مکمل زن شد. او در این دهه در بسیاری از فیلم‌های پرمخاطب مانند کمدی سیاه ظلم تحمل‌ناپذیر (۲۰۰۳)، فیلم دزدی دوازده یار اوشن (۲۰۰۴)، کمدی ترمینال (۲۰۰۴)، و کمدی رمانتیک بدون رزرو (۲۰۰۷) ایفای نقش کرد. سپس حضور او در سینما کمتر شد که در آن زمان به تئاتر بازگشت و در نمایش موسیقی شبانه کوتاه (۲۰۰۹) نقش یک بازیگر پیر را ایفا کرد که برایش جایزهٔ تونی را به همراه داشت. او در دههٔ ۲۰۱۰ فعالیت خود را ادامه داد و در چند فیلم و سریال مانند عوارض جانبی (۲۰۱۳)، رد ۲ (۲۰۱۳) و ونزدی (۲۰۲۲) ایفای نقش کرد.
جدا از بازیگری، زیتا جونز یکی از تبلیغ‌کنندگان برجستهٔ برندهای تجاری است و از اهداف مختلف خیریه حمایت می‌کند. مبارزه او با افسردگی و اختلال دوقطبی نوع دو به خوبی از سوی رسانه‌ها مستند شده است. او با بازیگر مایکل داگلاس ازدواج کرده است و از او صاحب دو فرزند شده است.

## زندگی
کاترین جونز در سپتامبر ۱۹۶۹ به دنیا آمد. با مایکل داگلاس در سال ۲۰۰۰ ازدواج کرده (او ۲۵ سال از همسرش کوچکتر است) و از وی دارای دو فرزند است. او می‌گوید داگلاس در اولین دیدارشان از وی خواسته تا مادر فرزندانش باشد. ازدواج آن‌ها در ۱۸ نوامبر ۲۰۰۰ در هتل پلازای شهرنیویورک صورت گرفت. اولین پسرشان در ۸ اوت ۲۰۰۰ و در ۲۰ آوریل ۲۰۰۳ نیز اولین دخترشان به دنیا آمد. درسال ۲۰۱۳ مایکل داگلاس و کاترین زیتا جونز تصمیم گرفتند پس از ۱۳ سال ازدواج «برای مدتی از یکدیگر جدا زندگی کنند» تا دربارهٔ زندگی مشترکشان تصمیم بگیرند. وی مبتلا به اختلال دوقطبی است. همچنین او در زمینه خوانندگی نیز مستعد است.
در شیکاگو (۲۰۰۲) به کارگردانی راب مارشال که از موزیکال به همین نام ساخته شد، او در کنار رنی زلوگر نقش خوانندهٔ کلوپ‌شبانهٔ قاتل، ولما کلی، را ایفا کرد. او نگاه و طرز رفتار شخصیت خود را بر مبنای بازیگر لوئیز بروکس ایفا کرد و از آنجایی که فیلم‌نامه داستانی را برای کلی ارائه نمی‌کرد، او تلاش کرد تا «زرق وبرق» و «استیصال» شخصیت خود را از طریق «ظواهر مختصر و تفاوت‌های جزیی» به نمایش بگذارد. این فیلم و نقش‌آفرینی او مورد تحسین منتقدان قرار گرفت. شیکاگو ۳۰۶ میلیون دلار در سراسر جهان فروش داشت و دریافت‌کنندهٔ جایزهٔ اسکار بهترین فیلم بود. او برای بازی در این فیلم برندهٔ جوایز اسکار، انجمن بازیگران فیلم و بفتای بهترین بازیگر نقش مکمل زن شد.

## زندگی شخصی
موفقیت شکوفه‌های دوست‌داشتنی می (۱۹۹۱–۱۹۹۳) زیتا جونز را یک سلبریتی در بریتانیا ساخت، و زندگی شخصی او از آن زمان از سوی رسانه‌ها نگاشته شده است. روابط او در اوایل دههٔ ۱۹۹۰ با شخصیت تلویزیونی جان لزلی، خواننده دیوید اسکس و ستارهٔ پاپ مایک هکنال از سوی مطبوعات بریتانیایی بسیار گزارش شده بود. در اواسط دههٔ ۱۹۹۰، او برای مدتی کوتاه با بازیگر اسکاتلندی انگوس مک‌فادین نامزد شد. در مصاحبهٔ سال ۱۹۹۵ با دیلی میرور، او سبک زندگی خود را چنین توصیف کرد: «من می‌نوشم، من بددهنی می‌کنم، من سکس را دوست دارم».

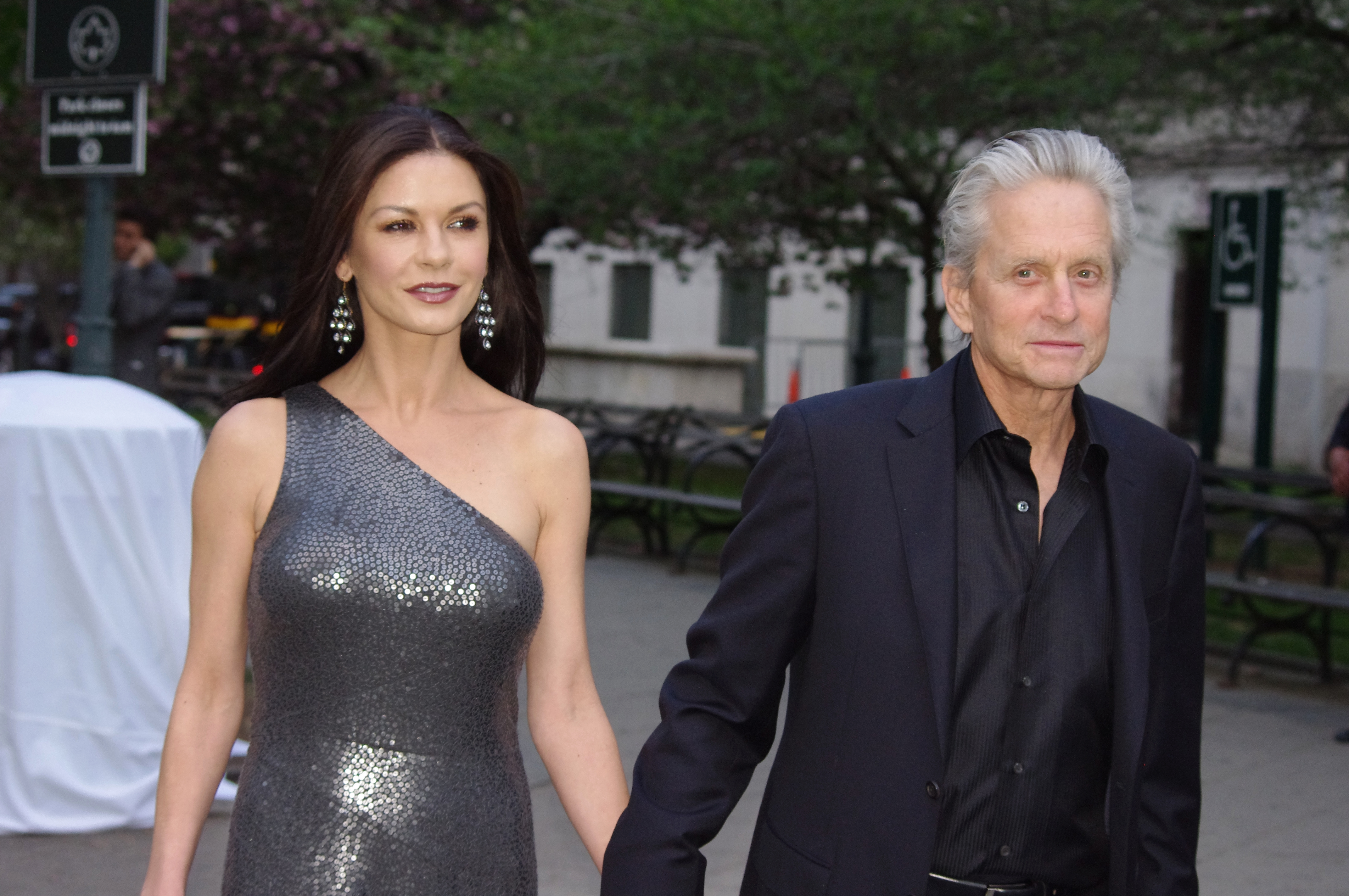
زیتا جونز به همراه همسرش مایکل داگلاس در ۲۰۱۲

زیتا جونز در اوت ۱۹۹۸ در جشنواره فیلم آمریکایی دوویل در فرانسه پس از معرفی کردن به‌وسیلهٔ دنی دویتو با بازیگر آمریکایی مایکل داگلاس (که با هم در یک تاریخ متولد شده‌اند و ۲۵ سال از او بزرگ‌تر است) آشنا شد. آن‌ها در ۳۱ دسامبر ۱۹۹۹ نامزد کردند و پس از اینکه طلاق داگلاس قطعی شد، در ۱۸ نوامبر ۲۰۰۰ در هتل پلازا در شهر نیویورک ازدواج کردند. این مراسم مورد توجه که هزینهٔ آن ۱٫۵ میلیون پوند تخمین زده می‌شود، از سوی بی‌بی‌سی به‌عنوان «جشن عروسی سال» نام‌گذاری شد. آن‌ها قراردادی ۱ میلیون پوندی با مجلهٔ اوکی! برای انتشار عکس‌های این رویداد امضا کردند و سایر مطبوعات اجازه ورود به آن را نداشتند. به رغم این موضوع، روزنامه‌نگاران مجله هلو! به‌طور مخفیانه از مراسم عکس گرفتند و این زوج با موفقیت از مجله به دلیل تجاوز به حریم خصوصی طرح دعوی کردند. زتا جونز و داگلاس دو فرزند دارند: یک پسر، دیلن مایکل (زادهٔ اوت ۲۰۰۰)، و یک دختر، کریس زتا (زادهٔ آوریل ۲۰۰۳). این خانواده تا سال ۲۰۰۹ در برمودا و تا سال ۲۰۱۶ در روستایی در ایالت نیویورک زندگی می‌کردند. این خانواده دارای یک ملک ساحلی در نزدیکی وایده‌موسا، مایورکا است.
در سال ۲۰۱۰، داگلاس به سرطان زبان تشخیص داده شد و زیتا جونز با دورانی از لحاظ احساسی آشفته مواجه گردید. این عامل منجر به ابتلای او به افسردگی شد و به رغم درک اولیه، او علناً در مورد ابتلا به اختلال دوقطبی نوع دو صحبت کرد. او در سال ۲۰۱۱ و بار دیگر در ۲۰۱۳ با مراجعه به بیمارستان به دنبال معالجه بود. به دلیل استرس ناشی از بیماری هر دو، این زوج در سال ۲۰۱۳ تصمیم گرفتند به‌طور جداگانه زندگی کنند، اما بدون اقدام قانونی برای جدایی یا طلاق. آن‌ها در سال ۲۰۱۴ آشتی کردند و داگلاس گفت آن‌ها «قوی‌تر از همیشه» بودند.

## فیلم‌شناسی

### فیلم
| سال  | عنوان                   | نقش                       | توضیحات          | منابع         |
| ---- | ----------------------- | ------------------------- | ---------------- | ------------- |
| ۱۹۹۰ | ۱۰۰۱ شب                 | شهرزاد                    | فیلم فرانسوی‌زبان | [ ۲۵ ]        |
| ۱۹۹۲ | کریستف کلمب: اکتشاف     | Beatriz Enríquez de Arana |                  | [ ۲۶ ]        |
| ۱۹۹۳ | تقسیم وراث              | Kitty Farrant             |                  | [ ۲۷ ]        |
| ۱۹۹۵ | آب‌میوه آبی              | Chloe                     |                  | [ ۲۸ ] [ ۲۹ ] |
| ۱۹۹۶ | شبح                     | Sala                      |                  | [ ۳۰ ]        |
| ۱۹۹۸ | نقاب زورو               | Elena Montero             |                  | [ ۳۱ ]        |
| ۱۹۹۹ | تله‌گذاری                | Virginia "Gin" Baker      |                  | [ ۳۲ ]        |
| ۱۹۹۹ | تسخیرشده                | Theodora                  |                  | [ ۳۳ ]        |
| ۲۰۰۰ | وفادارانه               | Charlie Nicholson         |                  | [ ۳۴ ]        |
| ۲۰۰۰ | قاچاق                   | Helena Ayala              |                  | [ ۳۵ ]        |
| ۲۰۰۱ | دلبران آمریکا           | Gwen Harrison             |                  | [ ۳۶ ]        |
| ۲۰۰۲ | شیکاگو                  | Velma Kelly               |                  | [ ۳۷ ] [ ۳۸ ] |
| ۲۰۰۳ | سندباد: افسانه هفت دریا | Marina (voice)            |                  | [ ۳۹ ]        |
| ۲۰۰۳ | ظلم تحمل‌ناپذیر          | Marilyn Rexroth           |                  | [ ۴۰ ]        |
| ۲۰۰۴ | ترمینال                 | Amelia Warren             |                  | [ ۴۱ ]        |
| ۲۰۰۴ | دوازده یار اوشن         | Isabel Lahiri             |                  | [ ۴۲ ]        |
| ۲۰۰۵ | افسانه زورو             | Elena De La Vega          |                  | [ ۴۳ ]        |
| ۲۰۰۷ | بدون رزرو               | Kate Armstrong            |                  | [ ۴۴ ]        |
| ۲۰۰۷ | به مبارزه طلبیدن مرگ    | Mary McGarvie             |                  | [ ۴۵ ]        |
| ۲۰۰۹ | ریباند                  | Sandy                     |                  | [ ۴۶ ]        |
| ۲۰۱۲ | ذخیره مورد علاقه        | Tulip Heimowitz           |                  | [ ۴۷ ]        |
| ۲۰۱۲ | دوران راک               | Patricia Whitmore         |                  | [ ۴۸ ] [ ۴۹ ] |
| ۲۰۱۲ | بازی برای یادگاری       | Denise                    |                  | [ ۵۰ ]        |
| ۲۰۱۳ | شهر ویران               | Cathleen Hostetler        |                  | [ ۵۱ ]        |
| ۲۰۱۳ | عوارض جانبی             | Dr. Victoria Siebert      |                  | [ ۵۲ ]        |
| ۲۰۱۳ | رد ۲                    | Katja Petrokovich         |                  | [ ۵۳ ]        |
| ۲۰۱۶ | ارتش بابا               | رز وینترز                 |                  |               |
| ۲۰۲۶ | گالریست                 |                           |                  | [ ۵۴ ]        |

### تلویزیون
| سال        | عنوان                              | نقش                | توضیحات                                      | منابع  |
| ---------- | ---------------------------------- | ------------------ | -------------------------------------------- | ------ |
| ۱۹۹۱       | نمایش شبکه یک                      | Chirsty            | قسمت: "Out of the Blue"                      | [ ۵۵ ] |
| ۱۹۹۱–۱۹۹۳  | The Darling Buds of May            | Mariette           | بازیگر اصلی                                  | [ ۵۶ ] |
| ۱۹۹۲       | The Young Indiana Jones Chronicles | Maya               | قسمت: "Palestine, October 1917"              | [ ۵۷ ] |
| ۱۹۹۴       | The Return of the Native           | Eustacia Vye       | فیلم                                         | [ ۵۸ ] |
| ۱۹۹۴       | The Cinder Path                    | Victoria Chapman   | مینی‌سریال                                    | [ ۵۹ ] |
| ۱۹۹۵       | کاترین کبیر                        | کاترین دوم         | فیلم                                         | [ ۶۰ ] |
| ۱۹۹۶       | تایتانیک                           | Isabella Paradine  | مینی‌سریال                                    | [ ۶۱ ] |
| ۲۰۰۵       | پخش زنده شنبه شب                   | Herself (host)     | قسمت: "Catherine Zeta-Jones/Franz Ferdinand" | [ ۶۲ ] |
| ۲۰۱۷       | Feud: Bette and Joan               | اولیویا دی هاویلند | ۶ قسمت                                       | [ ۶۳ ] |
| ۲۰۱۸       | Cocaine Godmother                  | گریسلدا بلانکو     | فیلم                                         | [ ۶۴ ] |
| ۲۰۱۸–۲۰۱۹  | Queen America                      | Vicki Ellis        | بازیگر اصلی                                  | [ ۶۵ ] |
| ۲۰۲۱       | پسر نابغه                          | Dr. Vivian Capshaw | ۷ قسمت (فصل ۲)                               | [ ۶۶ ] |
| ۲۰۲۲–اکنون | ونزدی                              | مورتیشیا آدامز     | ۲ قسمت                                       | [ ۶۷ ] |
| ۲۰۲۲–۲۰۲۳  | National Treasure: Edge of History | Billie Pearce      | بازیگر اصلی                                  | [ ۶۸ ] |